# Damir Kahriman
Damir Kahriman (serbisch-kyrillisch Дамир Кахриман; * 19. November 1984 in Zemun, SFR Jugoslawien) ist ein ehemaliger serbischer Fußballtorwart.

## Karriere

### Verein
In seiner Profikarriere war der Torhüter ab 2001 für diverse Erst-, Zweit- und Drittligisten in seiner serbischen Heimat aktiv und wagte auch mehrmals den Sprung ins europäische Ausland. Er war bei Konyaspor in der Türkei, in der Ukraine für Tawrija Simferopol sowie den beiden griechischen Vereinen Iraklis Thessaloniki und PAS Lamia aktiv. Mit Roter Stern Belgrad gewann er zwei Mal die serbische Meisterschaft und nahm mehrmals an der UEFA Champions- bzw. Europa League-Qualifikation teil. Im Sommer 2022 beendete der Torhüter  dann mit 38 Jahren seine aktive Karriere.

### Nationalmannschaft
In den Jahren 2006 und 2007 bestritt Kahriman acht Partien für die serbischen U-21-Auswahl und nahm mit ihr an der bei der Europameisterschaft 2007 in den Niederlanden teil. Dort kam er zu vier Turniereinsätzen und wurde Vizeeuropameister. Im Finale unterlag man den Gastgeber mit 1:4. Zwischen 2008 und 2016 absolvierte der Torhüter insgesamt acht Testspiele für die serbischen A-Nationalmannschaft.

## Erfolge
- Serbischer Meister: 2016, 2018

## Auszeichnungen
- Bester Torhüter der serbischen SuperLiga: 2015/16